# Festival de la fiction TV de La Rochelle 2010
La 12e édition du Festival de la fiction TV s'est déroulée à La Rochelle, du 8 au 12 septembre 2010.  

## Jury
Le jury était composé de :
- Marie-Anne Chazel (présidente), comédienne
- Didier Lacoste, scénariste
- Laurence Katrian, réalisatrice
- Fabrice Aboulker, compositeur
- Christian Charret, producteur
- Bernard Yerlès, comédien
- Raymond Vouillamoz, réalisateur

## En compétition
Les œuvres concourent dans plusieurs catégories :

### Téléfilms unitaires
- Les Amants naufragés (France 2), de Jean-Christophe Delpias
- Adouna, la vie, le monde (France 3), d'Olivier Langlois
- Cigarettes et bas nylon (France 3), de Fabrice Cazeneuve
- La Peau de chagrin (France 2), d’Alain Berliner
- Comment va la douleur ? (France 2), de François Marthouret
- J'étais à Nüremberg (France 3), de André Chandelle
- La Vénitienne (Arte), de Saara Saarela
- Frères (France 2), de Virginie Sauveur
- La Femme qui pleure au chapeau rouge (France 2), de Jean-Daniel Verhaeghe
- Un soupçon d'innocence (France 2), d'Olivier Péray
- La Loi de mon pays (France 2), de Dominique Ladoge

### Téléfilms comédies
- Vieilles Canailles (TF1), d'Arnaud Sélignac
- Demain je me marie (M6), de Vincent Giovanni
- Un Mari de trop (TF1), de Louis Choquette
- Bienvenue à Bouchon (France 3), de Luc Béraud
- Un divorce de chien (TF1), de Lorraine Lévy
- Le romancier Martin / Héloïse (France 2), de Jérôme Foulon

### Séries de prime time
- 10 (TSR)
- 1788... et demi (France 3)
- Tango (France 2)
- Camping Paradis (TF1)
- Musée Éden (Société Radio Canada)
- Fortunes (Arte)

### Programmes Courts
- De quoi allez-vous vous débarrasser ? (Canal C), de François Bierry
- La Vie secrète des adolescents (Canal+)
- Merci Julie ! (Orange Cinéma Séries)

### Sélection européenne
- Annie M.G (Pays-Bas), de Dana Nechushtan
- Vivre c'est la vie (Autriche), Wolfgang Murnberger
- Le Début de la fin (Finlande), de Heikki Kujianpaa
- Mon fils perdu (Allemagne), de Nina Grosse
- Le Juste (Pologne), de  Waldemar Krzystek
- Occupation (Royaume-Uni), de Nick Murphy
- Les Voix du Pamano (Espagne), de Lluis-Maria Güell
- Lumière du nord (Italie), de Stefano Sollima

### Hors compétition
- Un Cœur qui bat (France 2), de Sophie Révil et Christophe Barraud
- Je vous ai compris : De Gaulle, 1958-1962 (France 2), de Serge Moati
- Main basse sur une île (Arte), d'Antoine Santana
- Bienvenue aux Edelweiss (TF1), de Stéphane Kappes
- Mademoiselle Drot (France 3), de Christian Faure
- Fracture (France 2), d'Alain Tasma
- Maison close (Canal+), créée par Jacques Ouaniche

## Palmarès
Le jury a décerné les prix suivants : 
- Meilleure série : 10
- Meilleur programme court : De quoi voulez-vous vous débarrasser ?
- Meilleur téléfilm unitaire : Frères
- Meilleure comédie : Vieilles Canailles
- Meilleure réalisation : Virginie Sauveur pour Frères
- Meilleure interprétation masculine : Tewfik Jallab pour Frères et, ex æquo, Thierry Frémont pour La Femme qui pleure au chapeau rouge et La Vénitienne.
- Meilleure interprétation féminine : Amira Casar pour La Femme qui pleure au chapeau rouge et, ex æquo, Pascale Arbillot pour Un soupçon d'innocence
- Meilleur scénario : Lorraine Lévy pour Un divorce de chien
- Meilleure adaptation : Sylvie Simon pour l’adaptation de Comment va la douleur, d'après le roman de Pascal Garnier
- Meilleure musique : Éric Neveux et Daby Touré pour Adouna, la vie, le monde
- Prix jeune espoir masculin : Alexandre Hamidi, Noam Morgensztern, Azdine Keloua pour La Loi de mon pays
- Prix jeune espoir féminin : Adélaïde Leroux, Salomé Stévenin, Mélodie Richard pour Cigarettes et bas nylon
- Prix de l’innovation : Le Romancier Martin / Héloïse
- Prix de la contribution artistique et technique : Musée Eden
- Prix spécial du Jury - Ville de La Rochelle : 1788… et demi
- Meilleure fiction européenne : Occupation